# BC Šiauliai
O BC Šiauliai (lituano:Krepšinio Klubas Šiauliai) é um clube profissional de basquetebol sediado na cidade de Šiauliai, Lituânia que atualmente disputa a Liga Lituana. Foi fundado em 2003 e manda seus jogos na Šiauliai Arena que possui capacidade de 5.700 espectadores.

## Temporada por Temporada

Robertas Javtokas começou a carreira no BC Šiauliai

| Temporada | Liga | Pos. | Pós Temporada     | Competições Regionais | Competições Regionais | Copa LKF          | Competições Europeias | Competições Europeias |
| --------- | ---- | ---- | ----------------- | --------------------- | --------------------- | ----------------- | --------------------- | --------------------- |
| 1994–95   | LKL  | 4    | Semifinalista     | –                     | –                     | –                 | –                     | –                     |
| 1995–96   | LKL  | 8    | Quartas de Final  | –                     | –                     | –                 | 3 Copa Korać          | R32                   |
| 1996–97   | LKL  | 4    | Semifinalista     | –                     | –                     | –                 |                       | PR                    |
| 1997–98   | LKL  | 7    | Quartas de Final  | –                     | –                     | Finalista         | 3 Copa Korać          | R32                   |
| 1998–99   | LKL  | 4    | Semifinalista     | –                     | –                     | –                 | 3 Copa Korać          | R16                   |
| 1999–00   | LKL  | 3    | Medalha de Bronze | –                     | –                     | –                 | 3 Copa Korać          | R32                   |
| 2000–01   | LKL  | 3    | Medalha de Bronze | Liga Norte Europeia   | –                     | –                 | –                     | –                     |
| 2001–02   | LKL  | 4    | Semifinalista     | Liga Norte Europeia   | –                     | –                 | –                     | –                     |
| 2002–03   | LKL  | 4    | Semifinalista     | –                     | –                     | –                 | 3 FIBA Champions' Cup | QR                    |
| 2003–04   | LKL  | 3    | Medalha de Bronze | –                     | –                     | –                 | 4 FIBA Europe Cup     | QR                    |
| 2004–05   | LKL  | 3    | Medalha de Bronze | Liga Báltica          | 3                     | –                 | 4 FIBA Europe Cup     | CS                    |
| 2005–06   | LKL  | 3    | Medalha de Bronze | BBL Elite Division    | 3                     | –                 | 3 FIBA EuroCup        | RS                    |
| 2006–07   | LKL  | 3    | Medalha de Bronze | BBL Elite Division    | 4                     | Fourth qualified  | 3 FIBA EuroCup        | L16                   |
| 2007–08   | LKL  | 3    | Medalha de Bronze | BBL Elite Division    | 5                     | Terceiro Lugar    | 2 ULEB Cup            | RS                    |
| 2008–09   | LKL  | 3    | Medalha de Bronze | BBL Elite Division    | 5                     | Terceiro Lugar    | 3 EuroChallenge       | RS                    |
| 2009–10   | LKL  | 3    | Medalha de Bronze | BBL Elite Division    | 3                     | Terceiro Lugar    | 2 Eurocup             | RS                    |
| 2010–11   | LKL  | 5    | Quartas de Final  | BBL Elite Division    | 7                     | Quartas de Final  | 2 Eurocup             | RS                    |
| 2011–12   | LKL  | 4    | Semifinalista     | BBL Elite Division    | 4                     | Terceira Fase     | –                     | –                     |
| 2012–13   | LKL  | 6    | Quartas de Final  | BBL Quarterfinalist   | BBL Quarterfinalist   | Semifinalista     | –                     | –                     |
| 2013–14   | LKL  | 6    | Quartas de Final  | BBL Champion          | BBL Champion          | Quinta fase       | –                     | –                     |
| 2014–15   | LKL  | 7    | Quartas de Final  | BBL Champion          | BBL Champion          | Terceiro Lugar    | 3 EuroChallenge       | TR                    |
| 2015–16   | LKL  | 8    |                   |                       |                       | Quartas de finais | 3 Copa Europeia       | TR                    |
| 2016–17   | LKL  | 10   |                   |                       |                       | Terceiro Lugar    | 4 Copa Europeia       | TR                    |

## Jogadores Notáveis
| - Lituanos: - Martynas Andriukaitis 2003–2004 - Rolandas Alijevas 2012–2013, 2014–2015 - Sigitas Birutis 1994–2001 - Arvydas Čepulis 1997–2000, 2001–2005, 2006–2007, 2010 - Audrius Danusevičius 1997–1999, 2000–2002, 2003–2008, 2009 - Robertas Giedraitis 1994–2006 - Rokas Giedraitis 2013–2015 - Ovidijus Galdikas 2012–2014 - Deividas Gailius 2009–2010 - Andrius Giedraitis 1997 - Darius Gvezdauskas 2010–2012 - Julius Jucikas 2010–2015 - Robertas Javtokas 1996–1997 - Žygimantas Janavičius 2010–2011 - Artūras Jomantas 2004–2006, 2015–present - Aurimas Kieža 2006–2008, 2012–2013 - Saulius Kuzminskas 2001–2003, 2007–2009, 2012–2013 - Gintaras Kadžiulis 2008–2009 - Mindaugas Kuzminskas 2008–2010 - Tadas Klimavičius 2005–2007 - Gintaras Leonavičius 2014–2015 - Andrius Mažutis 2005–2007 - Rolandas Matulis 2002 - Gediminas Orelik 2006–2007, 2009–2010 - Giedrius Pečiulionis 1995–2001 - Vaidas Pauliukėnas 1999–2008, 2009–2010 - Virginijus Praškevičius 2007–2009 - Darius Pakamanis 2001–2006, 2006–2007, 2009, 2013–2014 - Edvinas Ruzgas 2010–2012 - Mantas Ruikis 2005–2008 - Donatas Slanina 1993–1999 - Laurynas Samėnas 2009–2010, 2012–2013 | - Lituanos (cont): - Vytautas Šulskis 2012–2015 - Vytautas Šarakauskas 2009–2012 - Gintautas Šivickas 1997 - Andrius Šležas 1996, 1998–1999, 2008–2009 - Arvydas Šikšnius 2009–2010, 2011–2012 - Arvydas Tamkevičius 1994–1999 - Žydrūnas Urbonas 1999–2001, 2002–2003, 2004–2005 - Andrius Vyšniauskas 1999–2000, 2002–2003 - Rolandas Vaičiūnas 1998–2008 - Valdas Vasylius 2011–2012 - Donatas Zavackas 2007–2008 - Mindaugas Žukauskas 1994–1998, 2009–2012 - Eurelijus Žukauskas 1996 - Estados Unidos: - Jeff Allen 2014–2015 - Rashaun Broadus 2010–2012 - Denzel Bowles 2011–2012 - Brandon Brown 2009–2010 - Chris Cooper 2013–2014 - Judson Dillard 2013–2014 - Antonio Grant 2007–2008 - Ricky Harris 2010–2011 - Stefhon Hannah 2008–2009 - Cameron Long 2011–2012 - Travis Leslie 2014 - Jonathan Lee 2014–2015 - Derrick Low 2009–2010 - Derek Needham 2013–2014 - Bambale Osby 2014 - Chase Simon 2012–2013 - David Weaver 2010–2011 | - Rússia: - Oleg Bulancev 1994–1998 - Ucrânia: - Michailas Anisimovas 2003–2005 - Roman Gumenyuk 2010–2012, 2015–present - Bielorrússia: - Aleksandr Satyrov 1994–1996 - Croácia: - Mario Delaš 2010–2011 - Senegal: - Papa Dia 2012–2013 - Camarões: - Herve Sango Djoumbi 2000–2001 - Letônia: - Raitis Grafs 2009–2010, 2012 Detailed former players information. |